# Riz Casimir
Le riz Casimir (en allemand, rarement, Reis Casimir) est un plat suisse à base de riz, de viande de veau émincée, de curry, garni avec des morceaux de banane et ananas, accompagné de riz longs grains. De multiples variantes sont souvent proposées, la viande de veau étant parfois remplacée par du poulet ou du porc, de même que pour les fruits (pommes, raisins, etc.).

## Origine
Bien que le riz et les fruits tropicaux puissent faire penser à une origine exotique, le riz Casimir est une création suisse. La recette est apparue dans la chaîne de restaurants Mövenpick. Elle est depuis 1952 au menu de ces restaurants et elle utilise des ingrédients considérés comme exotiques à l'époque.